# Opstel

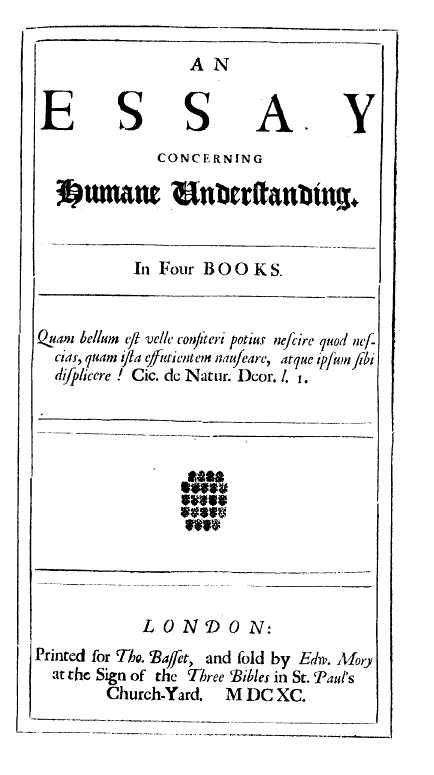
Een essay over menselijk begrip van John Locke

Een opstel is een beschouwende of betogende, non-fictieve tekst.
Men spreekt ook wel van een betoog of een gedocumenteerde beschouwing. Op universiteiten wordt het meestal een essay of paper genoemd.
Tot 1998 was het schrijven van een opstel in Nederland een vast onderdeel van het Centraal Examen Nederlands voor havo en vwo. Sindsdien bestaat het nog als onderdeel van de bovenbouw, het schoolexamen, of wordt het schrijven van een opstel in het geheel niet meer getoetst.